# Sonny Fortune
Sonny Fortune (Philadelphia, 1939. május 19. – New York, 2018. október 25.) amerikai szaxofonos.

## Pályafutása
Philadelphiában (Pennsylvania, Egyesült Államok) született. 1967-ben New Yorkba költözött. Lemezek készített, Elvin Jones dobos együttesével. 1968-ban játszott Mongo Santamaría zenekarában. Fellépett Leon Thomas énekessel és McCoy Tyner zongoristával 1971-1973 között.  1974-ben Dave Liebmant követte Miles Davis együttesében. Őt aztán Sam Morrison váltotta fel.
Fortune játszik a Big Fun, a Get Up With It, az Agharta és a Pangaea albumokon. Ezek közül az utolsó kettőt Japánban vették fel élőben.
A Miles Davisnél töltött rövid idő után Fortune csatlakozott Nat Adderley-hez, majd 1975-ben létrehozta saját együttesét, amellyel két albumot készített.
Az 1990-es években több albumot is rögzített a Blue Note Records számára. Fellépett rovábbá Roy Brooksszal, Buddy Rich-csel, George Bensonnal, Rabih Abou-Khalilal, Roy Ayersszel, Oliver Nelsonnal, Gary Bartz-cal, Rashied Alival és Pharoah Sandersszel, és a The Atlantic Family Live at Montreux (1977) című élő albumon.
Fortune 79 éves korában, 2018 októberében agyvérzésben halt meg.

## Albumok
- 1966: Trip on the Strip with Stan Hunter
- 1974: Long Before Our Mothers Cried
- 1975: Awakening
- 1976: Waves of Dreams
- 1977: Serengeti Minstrel
- 1978: Infinity Is
- 1979: With Sound Reason
- 1984: Laying It Down
- 1987: Invitation  (WhyNot)
- 1991: It Ain't What It Was
- 1993: Monk's Mood
- 1994: Four in One
- 1995: A Better Understanding
- 1996: From Now On
- 2000: In the Spirit of John Coltrane
- 2003: Continuum
- 2007: You and the Night and the Music
- 2009: Last Night at Sweet Rhythm